# Ben's Original
Ben’s Original, ранее Uncle Ben’s (с англ. — «от дяди Бена»), — бренд скороварящегося риса и связанных с ним пищевых продуктов; принадлежит корпорации Mars.
Бренд был впервые использован британской Converted Rice, созданной разработчиками процесса пропарки риса Фрэнсисом Роджерсом и Эрихом Хуценлаубом (нем. Erich Huzenlaub). В 1940-е годы Converted Rice и корпорация Mars создали совместное предприятие в Хьюстоне, где и производился основной объём продукции торговой марки. С 1946 года на логотипе упаковок с продукцией изображён афроамериканец в галстуке-бабочке, представляющий образ «дяди Бена», считается, что прототипом стал метрдотель одной из чикагских гостиниц.
В 1959 году Mars полностью выкупил активы основателей Converted Rice, целиком заполучив торговую марку и патенты. Рис Uncle Ben’s был самым продаваемым рисом в США с 1950-х по 1990-е годы.
Кроме риса под торговой маркой выпускаются другие пропаренные зерновые продукты, а также линейка консервированных соусов.

## Маркетинг

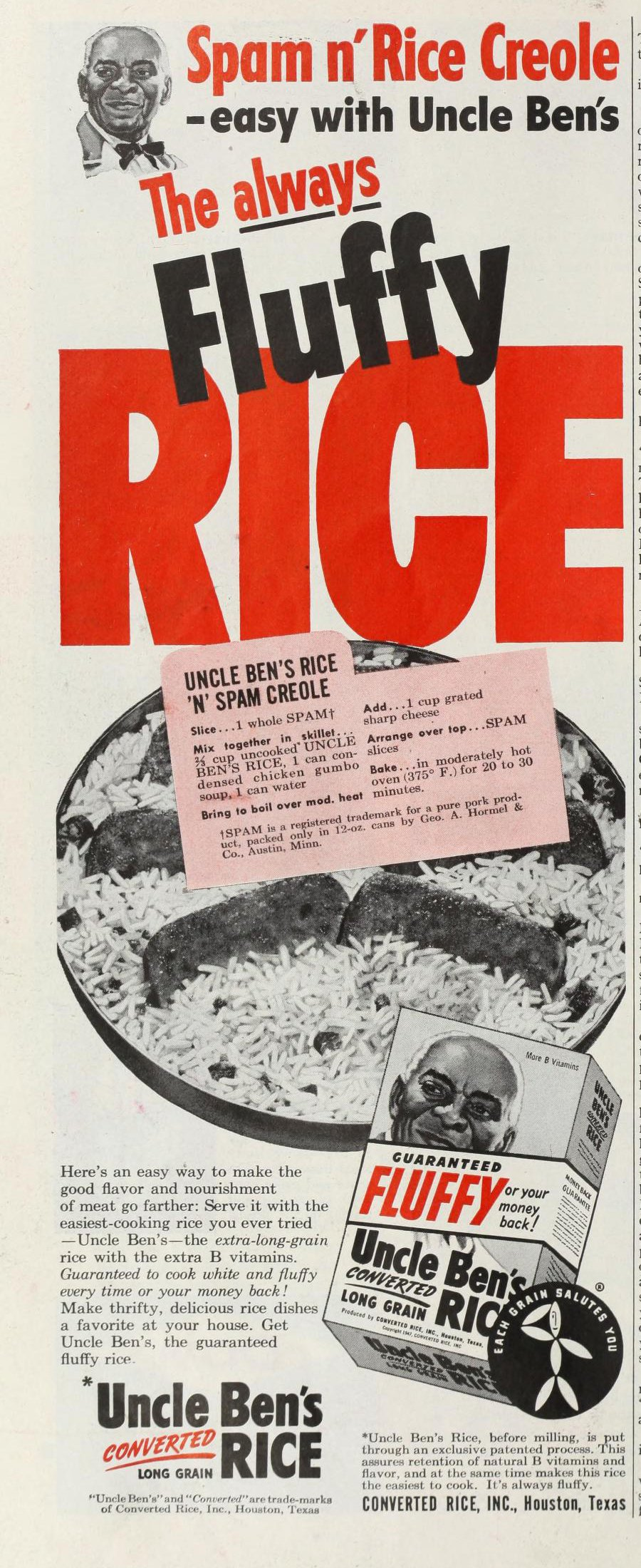
Реклама 1951 года

С 1946 по 2020 год на продукции Uncle Ben’s был изображен пожилой афроамериканец, одетый в галстук-бабочку, который, как утверждается, был основан на домашнем официанте. В 2020 году Mars заявили: «Мы не знаем, существовал ли когда-нибудь настоящий Бен».
17 июня 2020 года, после убийства Джорджа Флойда компания Mars объявила, что она будет совершенствовать идентичность бренда, включая логотип. Этот шаг последовал всего через несколько часов после того, как компания Quaker (PepsiCo) изменила название и логотип своего бренда Aunt Jemima на фоне обвинений в расизме. 23 сентября 2020 года компания Mars заменила название Uncle Ben’s на Ben’s Original.